# NGC 2900
NGC 2900 је спирална галаксија у сазвежђу Хидра која се налази на NGC листи објеката дубоког неба.
Деклинација објекта је + 4° 8' 37" а ректасцензија 9h 30m 15,0s. Привидна величина (магнитуда) објекта NGC 2900 износи 13,5 а фотографска магнитуда 14,2. NGC 2900 је још познат и под ознакама UGC 5065, MCG 1-24-26, CGCG 34-55, KARA 343, IRAS 09276+0421, PGC 26974.